# 匯賢閣

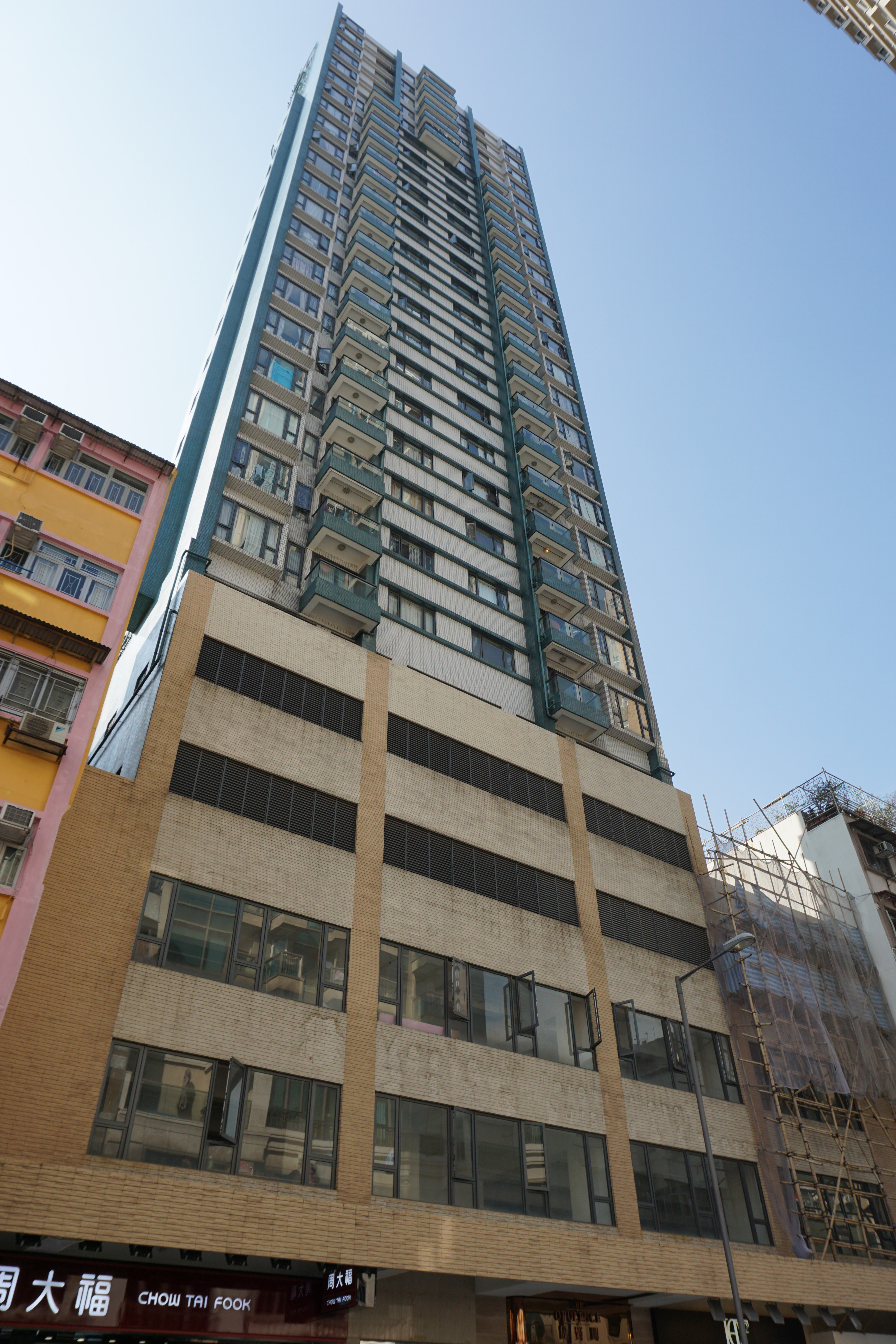
匯賢閣

匯賢閣（英語：The Opulence），位於香港九龍九龍城侯王道21號，是捷偉有限公司的住宅項目，物業樓高26層（不設4樓，14樓及24樓），為一梯兩伙設計，共提供37個面積界乎於880至1,734平方呎的單位，於2013年4月入伙（12年樓齡） 。

## 圖像

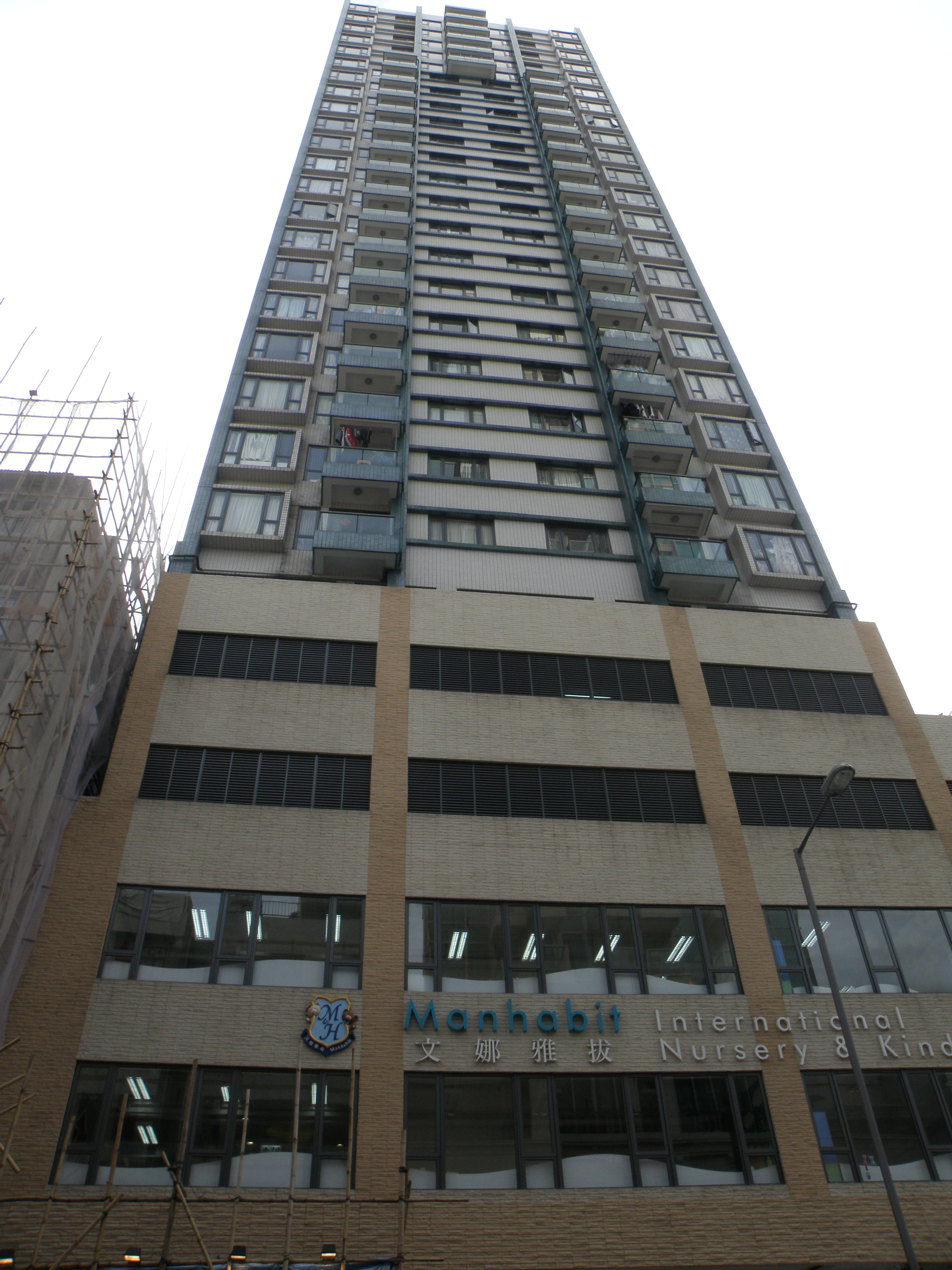
2014年的匯賢閣，當時基座1及2樓為幼稚園

## 毗鄰
- The Avery
- 啟德郵輪碼頭
- 宋皇臺站（2021年底通車[5]）

## 外部連結
- 官方網頁